# 喜樂島聯盟
喜樂島聯盟政黨，簡稱喜樂島，以羅仁貴與郭倍宏等人所創立的中華民國政黨，主張台灣獨立，提出「獨立公投，正名入聯」目標，該黨希望透過公民投票的方式，讓台灣成為國際社會上的正常化民主國家。
2019年7月20日，宣布正式組織政黨。

## 大事記

### 成立歷史
2017年3月26日，凱達格蘭基金會等團體舉辦「最後一集台灣心聲」紀念會，悼念曾任年代MUCH台政論節目《台灣心聲》主持人的政治評論家汪笨湖；民間全民電視公司董事長郭倍宏在會上宣布，將在2019年推動「台灣獨立公投」，同時希望下任中華民國總統是支持台灣獨立公投的候選人。
2018年1月2日，某報導指出，郭倍宏將在2月28日組黨，3月提名2020年中華民國總統選舉候選人挑戰民主進步黨籍總統蔡英文，兩年內讓台灣獨立；郭倍宏透過民視新聞澄清，他無意籌組政黨，生涯也沒有選總統規劃。1月31日，郭倍宏聲明將籌組「喜樂島政團」，預計於2月28日召開記者會正式對外宣布，並於4月7日鄭南榕自焚紀念日成立。時事評論家曹長青在農曆過年前來到台灣，積極投入聯盟成立連署活動。
2018年2月28日，喜樂島聯盟宣布發動籌組，前總統李登輝、前總統陳水扁（預錄影片）、前副總統呂秀蓮、時代力量執行主席黃國昌、社會民主黨召集人范雲、台灣團結聯盟主席劉一德、基進黨主席陳奕齊等政壇人物都出席此活動。輔仁大學哲學系教授沈清楷說，各政黨都是喜樂島聯盟的盟友，彼此間是獨立的，只希望透過2018年九合一選舉過程讓獨立公投的倡議更有溫度；而且台獨本來就是民進黨的理念，喜樂島聯盟「歡迎民進黨朋友拿出原本的堅持與道德勇氣，共同參與」。
2018年4月，郭倍宏接受《民報》專訪，聲明聯盟以《公民投票法》修正與台灣名義加入聯合國為主要訴求。4月7日，喜樂島聯盟在高雄國際會議中心舉行成立大會，前總統李登輝、前總統陳水扁（預錄影片）、前行政院院長游錫堃（現任立法院院長）、前行政院院長暨總統府資政張俊雄、總統府資政吳澧培、前總統府資政彭明敏、時代力量執行主席黃國昌、社會民主黨發言人苗博雅、台灣團結聯盟主席劉一德、基進黨主席陳奕齊等政壇人物出席，公推郭倍宏為首任總召集人，目標是在2019年4月6日發動獨立公投。原預定出席的陳水扁因保外就醫限制，透過錄影方式恭賀喜樂島成立，強調「用我的不自由，換取台灣永久的自由」，期盼台灣成為獨立國家並進入聯合國。李登輝壓軸致詞表示，有逾3/4的台灣人民認為自己是台灣人，希望大家勇敢對國際發聲，化解中國威脅，並以選票淘汰「利用台灣民主為中國發聲的打手」。

### 舉辦活動
2018年4月28日，保護台灣大聯盟舉行幹部會議，討論喜樂島聯盟第一次全國大會的籌備事項。
2018年6月16日，喜樂島聯盟在台中市舉行召集人大會師，號召「修改公投法，使2,357萬台灣人民有權決定台灣前途」。同年7月21日，郭倍宏披露，6月16日喜樂島聯盟召集人大會師時爭取了30位立委同意修改《公民投票法》，但「民進黨就像瘋了一樣」，還有身為民進黨幹部的立委打電話要求表態同意的立委改變想法；民進黨撤銷台灣人民的公投權利，請自稱「務實的台獨工作者」的行政院院長賴清德「不要騙了」，如果蔡英文不願修正《公民投票法》，喜樂島聯盟不排除上街抗議。
2018年8月31日，喜樂島聯盟召開“1020全民公投反併吞”記者會，民視新聞台《政經看民視》主持人兼記者會主持人彭文正宣讀喜樂島聯盟紙本宣言。宣言表示，現在民進黨完全執政，修改《公民投票法》，卻規定國號、憲法、領土等重大問題不可公投，是剝奪人民的自決權；喜樂島聯盟決定號召10萬台灣人於10月20日齊聚台北市凱達格蘭大道，舉行“拒絕中國霸凌，全民公投反併吞”大聚會，讓全世界聽到台灣人追求獨立自主的決心。
2018年9月19日，民進黨中央常務委員會通過選舉對策委員會提案並決議，10月20日喜樂島聯盟「全民公投反併吞」活動與當前政治改革基調偏離，民進黨各級黨職、公職人員及候選人不應參加、動員參與該活動，但民進黨對於喜樂島聯盟相關訴求都能認同與支持。民進黨發言人吳思瑤說，國家正名需透過修憲程序，並非《公民投票法》的法律位階可以處理。總統府秘書長兼民進黨中央常務委員陳菊說，無論如何，民進黨要盡快與喜樂島聯盟成員表達溝通誠意。喜樂島聯盟表示，尊重民進黨中常會決議，但「全民公投反併吞」活動仍會如期舉行。
2018年10月11日，喜樂島聯盟活動宣傳車「胖鯨號」開至嘉義市政府前廣場，郭倍宏指出，民進黨抱著中華民國不放，影響台灣國際生存地位，讓台灣人看不到前途。
2018年10月13日《政經看民視》中，郭倍宏與《民報》創辦人陳永興不滿陳菊阻撓喜樂島聯盟所發起的「要正名，反併吞」活動，郭倍宏宣告「我不認識陳菊」，陳永興指責陳菊已經不再是長期積極投入台灣正名運動的陳菊。
2018年10月18日，台灣中社、台灣獨立建國聯盟與台灣基督長老教會不滿民進黨禁止黨職、公職人員參加喜樂島聯盟活動，舉辦記者會，公開支持喜樂島聯盟。台灣中社社長廖宜恩說，本土社團不是民進黨的附隨組織，民進黨不應該打壓喜樂島聯盟。
2018年10月20日，喜樂島聯盟在民進黨中央黨部前舉行「全民公投反併吞」活動，除了向中華人民共和國政府表達抗議，更要求民進黨修改《公民投票法》，讓國號、領土變更得以公投；民進黨則在高雄市舉行「反併吞護台灣、反介入顧高雄」遊行。郭倍宏一現身喜樂島聯盟活動就被群眾高喊「選總統」，面對民進黨下令禁止黨公職參與該活動，他說，「透過民視現場全程轉播，全世界的人都看得到！」喜樂島聯盟宣稱，參加人數超過13萬人。總統府資政吳澧培出席喜樂島聯盟活動，並抨擊同日民進黨的反併吞遊行「只說不做」。民進黨台北市市長候選人姚文智刻意路過喜樂島聯盟活動，他說，這裡都是為大家打拚的好朋友，所以一定要來。蔡英文在台東縣為民進黨候選人造勢，隻字未提喜樂島聯盟活動。
2018年11月24日，民進黨在2018年九合一選舉慘敗，2020年東京奧運台灣正名公投案被否決。2018年11月28日，郭倍宏在民視台灣台《新聞大解讀》說：「東奧正名公投得476萬票。你知道民進黨這次六都候選人全部得幾票？是480幾萬票，其實跟東奧正名支持票沒有差很多。」
2019年1月31日，喜樂島聯盟發表聲明，認為在民進黨及中國國民黨共同反對下，東奧正名公投依然得到476萬票同意票，可見仍有非常多數台灣人堅持要向世界表明「台灣要成為一個正常化主權獨立國家」的願望與決心。陳永興說，假如一個總統或立委阻擋人民公投決定台灣前途，無論他們的黨籍，人民只能武力革命把他們淘汰。
2019年2月20日，台灣憲法學會副秘書長林青昭批評，台獨聯盟與許多台獨支持者以東奧正名公投未過關、「避免親中勢力復辟，方能進一步推展獨立建國工程」等理由，宣布將與喜樂島聯盟劃清界線、公開支持已經在2018年10月24日「對台灣獨立建國陣營做出過河拆橋作為」的民進黨。
2019年5月29日，針對2020年民主進步黨總統提名選舉，扁聯會、喜樂島聯盟、台灣社、台灣幸福國家連線等獨派團體近五百人包圍民進黨中央黨部，吶喊「蔡英文，公平初選」、「林錫耀，滾出去」、「陳明文、洪耀福、黃承國，下台」。

### 組黨
2019年7月7日，喜樂島聯盟政黨籌備委員會決議由郭倍宏、台灣教師聯盟理事長蕭曉玲、前民進黨臺中市議員陳福文、國立臺灣大學醫學院助理教授游偉絢與獨派人士劉敬文（妖西）組成五人工作小組，也決議推派代表去見陳水扁；劉敬文指出，蔡英文政府執政不佳，加上2019年民進黨總統初選過程引發泛綠支持者強烈不滿，喜樂島聯盟政黨是這樣背景下的產物。2019年7月19日，劉敬文說，若以民進黨的角度思考，會認為喜樂島聯盟是「分裂勢力」；現在民進黨已經不是原本的民進黨，「民進黨已經變藍」，喜樂島聯盟組黨是要反映對蔡英文政府執政的不滿、找回民進黨的原生精神。
2019年7月20日，喜樂島聯盟於集思台大會議中心國際會議廳舉行「政黨成立大會」，彭文正擔任主持人；喜樂島聯盟表示，如今的民進黨在蔡英文的領導下已經「背離傳統路線」，他們創黨要找回民進黨的原生精神。喜樂島聯盟政黨成立大會選出台灣基督長老教會台南東門巴克禮紀念教會主任牧師羅仁貴為首任黨主席，羅仁貴表示，蔡英文曾經打壓喜樂島聯盟志工，但過去了就過去了，目前喜樂島聯盟開放黨員自行決定在2020年總統選舉是否支持蔡英文。羅仁貴宣布，國立東華大學民族事務與發展學系教授施正鋒擔任喜樂島聯盟副主席。郭倍宏談到陳永興宣布退出喜樂島聯盟組黨一事時說，個人會根據個人狀況考量，不站在第一線不代表沒有參與。
2019年7月22日，施正鋒表示，喜樂島聯盟要「反中國併吞、正名台灣國、制定新憲法、加入聯合國」、也要「致力司法改革、堅守公平正義、推動族群平等、建構均富經濟」，黨旗是一隻揚升的鯨魚，黨歌是〈台灣翠青〉；民進黨只不過是捍衛由中華民國體制而來的權柄及利益，民進黨不要老是以「捍衛本土政權」欺騙選民，泛綠選民絕非民進黨的禁臠。
2019年8月5日，羅仁貴接受《政經關不了》專訪時透露，喜樂島聯盟決策委員會決議要提名總統候選人，且區域立法委員候選人提名不只十人、各選舉區盡可能提名提滿，力拚2020年至少成為立法院第三大黨。
2019年8月7日，羅仁貴與美國在台協會高雄辦事處處長歐雨修會面，這場會面是由美國在台協會方面主動提出。歐雨修在與羅仁貴的會面中，除了表達這是禮貌性的拜訪、給予喜樂島聯盟組黨祝福外，更強調美國非常重視台灣，並強調包括《台灣旅行法》（Taiwan Travel Act）、《2018年亞洲再保證倡議法》（Asia Reassurance Initiative Act of 2018）及中美三個聯合公報（Three Joint Communiqués）等，都可看出美國對台灣更加友善、積極。
2019年8月8日，中華民國內政部通過喜樂島聯盟的組黨資格，喜樂島聯盟主事務所所在地為台南市。2019年8月19日，施正鋒指出，喜樂島聯盟對蔡英文政府相當有意見，會自己推出總統候選人，不是反蔡英文，而是蔡英文「打壓東奧正名、實質沒收人民公投權、懼怕制憲正名、反對獨立建國」。
2019年9月15日，中州科技大學副校長兼喜樂島聯盟決策委員歐崇敬表明已退出喜樂島聯盟，將以無黨籍參選新北市第一選舉區立法委員。2019年9月17日，喜樂島聯盟、人民最大黨等小黨正式推薦前副總統呂秀蓮與前南投縣縣長彭百顯為獨立參選2020年中華民國總統選舉正副總統參選人，並領表登記；同時，劉敬文、國立臺灣大學法律學系教授賀德芬、資深媒體人黃越宏宣布退出喜樂島聯盟。
2019年10月30日，喜樂島聯盟在臺灣鐵路管理局花蓮車站外廣場設攤，推動連署支持呂秀蓮與彭百顯參選正副總統，但遭鐵路警察局警員包圍驅離。2019年11月1日，《自由時報》刊登照片稱喜樂島聯盟人員「在花蓮車站內設攤推動連署呂秀蓮、彭百顯選總統」，但當事人駁斥，「我們原本是在樓下的柱子旁，後來警察叫我們去手扶梯口招牌下」，設攤時喜樂島聯盟旗幟是藍綠色，此照片中喜樂島聯盟旗幟卻是橘色；喜樂島聯盟高層表示，此照片是喜樂島聯盟位於台北市中山區中原街3號的連署站，「《自由時報》已經成為蔡英文的御用媒體了，假新聞製造中心」；施正鋒表示，「我們的伙伴根本沒有進入花蓮車站內，旗幟顏色也不對」。
2020年5月民視股東常會前夕，喜樂島聯盟官方網站增開網頁《民視變天真相》，呼籲民視或其母公司民間投資的股東支持田再庭團隊。
2020年10月17日，喜樂島聯盟黨主席羅仁貴辭職，施正鋒為第二任黨主席；11月4日，施正鋒辭職退黨。
2023年11月1日，喜樂島聯盟黨主席由蕭曉玲接任。

## 黨務主管

### 政團時期
| 屆數 | 總召集人 | 就任時間      | 卸任時間     |
| ---- | -------- | ------------- | ------------ |
| 1    | 郭倍宏   | 2018年2月28日 | 2018年7月6日 |

### 籌備政黨時期
| 屆數 | 籌備委員                               | 就任時間      | 卸任時間      |
| ---- | -------------------------------------- | ------------- | ------------- |
| 1    | 張葉森、郭倍宏、陳永興、蔡明憲、金恆煒 | 2018年7月6日  | 2019年7月13日 |
| 2    | 劉敬文、蕭曉玲、陳福文、郭倍宏、游偉絢 | 2018年7月13日 | 2019年7月19日 |

### 政黨時期
| 屆數 | 主席   | 副主席 | 決策委員 | 就任時間       | 卸任時間       |
| ---- | ------ | ------ | --- | -------------- | -------------- |
| 1    | 羅仁貴 | 施正鋒 | 田再庭、莊明雄、楊忠和、邱榮舉、陳重圳 陳滋松、陳廷鼎、鄭皓友、蕭曉玲、林一方 已經退黨：劉敬文、黃越宏、游偉絢、賀德芬、歐崇敬、施正鋒 | 2019年7月20日  | 2020年10月17日 |
| 2    | 施正鋒 | 懸缺   | 田再庭、莊明雄、楊忠和、邱榮舉、陳重圳 陳滋松、陳廷鼎、鄭皓友、蕭曉玲、林一方 已經退黨：劉敬文、黃越宏、游偉絢、賀德芬、歐崇敬、施正鋒 | 2020年10月17日 | 2020年11月4日  |
| 3    | 蕭曉玲 | 懸缺   | 田再庭、莊明雄、楊忠和、邱榮舉、陳重圳 陳滋松、陳廷鼎、鄭皓友、蕭曉玲、林一方 已經退黨：劉敬文、黃越宏、游偉絢、賀德芬、歐崇敬、施正鋒 | 2023年11月1日  | 現任           |

| 屆數 | 秘書長 | 秘書   | 就任時間  | 卸任時間 |
| ---- | ------ | ------ | --------- | -------- |
| 1    | 郭倍宏 | 李純櫻 | 2019年9月 | 現任     |

## 批評
2018年3月2日，前全美台灣同鄉聯誼會會長吳程遠表示，喜樂島聯盟在國家認同上走偏鋒，清楚的市場區隔能吸納深綠板塊的政治能量，為一群在蔡英文政府執政後「想獨仍不敢獨」而心生怨懟的支持者找到了宣洩的出口；喜樂島聯盟推動2019年獨立公投「恐非真的打算實踐台獨，而是替民進黨2020年的總統大選提前拆卸高度爭議、使保守選民投票卻步的引信，讓民進黨保有再次執政的機會」，喜樂島聯盟「終將只是另一個台灣團結聯盟」。
2018年4月11日，中華人民共和國國務院台湾事务办公室发言人马晓光称，喜乐岛联盟的成立是“蚍蜉撼大树，可笑不自量”，台灣獨立運動必定失敗。同日，喜樂島聯盟反擊，國台辦的反應是意料之中，獨立公投是台灣自己的事，喜樂島聯盟「不必回應、也不須理會它」，「中國說得越多，反而越是幫喜樂島聯盟打廣告」。
2018年9月26日，兩岸政策協會研究員兼副秘書長張宇韶說，喜樂島聯盟的「遊行動員、選票最大化、公投過關」三部曲路線圖，「這究竟是成就個人與政黨利益的『工具』、推動台灣公民社會實踐的『過程』、還是落實台灣國家利益的『目標』？這三者之間的關係，顯然需要更細緻的闡述，否則就只是一場彙集各方勢力遂行政治角力分配的野台戲而已」。
2018年9月29日，前民進黨立委陳昭南說，他已經多次論述「統獨絕對不是正確議題」，郭倍宏等人卻還要逼迫蔡英文政府修改《公民投票法》納入獨立公投，等於「讓中共勢力可以進入台灣、藉由代理人操作『統一公投』」。
2018年10月23日，台灣國際戰略學會理事長王崑義分析，喜樂島聯盟煽動仇恨、衝撞國際規則，企圖讓台灣民主走向零和對抗的局面，看似在追求某種革命理想，但實質是部落主義作祟，也只是一種玉石俱焚的操作策略。
2019年2月11日，前美國在台協會主席卜睿哲發表給郭倍宏的公開信，內容指出，沒有民主機制是完美的，公民投票不一定比其他機制更好，英國脫歐公投就是一個例子；郭倍宏等「深綠獨派」的想法事關美國國家利益，當美軍必須為台灣的安危冒生命危險時，美國領導人勢必權衡利弊得失，看犧牲是否值得且符合美國利益；他問郭倍宏，「您是否已與任何美國現任政府官員商議此事，了解關於這項提案可能造成的風險？或您認為川普政府支持台灣的強度足以力挺台灣提出可能造成衝突的任何提案？」
2019年2月13日，美國在台協會發言人孟雨荷說，美國對於台海兩岸和平及穩定有既深且持久的利益，美國不支持單邊、片面行動改變台海現狀，「美國不支持台灣獨立公投，這是美國一直以來的政策」（It has been our longstanding policy that we do not support a referendum on Taiwan independence）。民進黨立委鄭運鵬表示，在倡議舉行公投以前，必須考量台灣社會整體情勢是否能接受，也必須考量對選舉的影響；統獨議題目前禁不起公投，不能只想到公投通過的結果，也必須考量沒有通過的政治意義，台獨公投「是輸不起的」。
2019年2月19日，行政院院長蘇貞昌表示，他認為「現在台灣就是一個國家，不是主張公投，而是怎麼樣守護主權」，他不會參與喜樂島聯盟公投連署。
2019年2月20日，佛光大學教授柳金財表示，中華民國總統府宣稱「中華民國台灣」是主權獨立的國家、兩千三百萬人民是國家的主人，若此說為真，就不須透過公民投票變更領土、主權範圍及改變國號；喜樂島聯盟欲透過公投制憲建國，恰好證明台灣尚未獨立、中華民國是外來政權。柳金財表示，中華民國在台灣地區實施有效統治及歷經70年，從「有效統治」及長達70年「時效原則」，台灣屬於中華民國殆無疑慮；喜樂島聯盟仍停留在台灣地位未定論，早該被淘汰。
2019年3月21日，民視內部消息人士表示，郭倍宏號召成立喜樂島聯盟並自任總召集人，喜樂島聯盟的花費卻拿到民視報帳，喜樂島聯盟還把辦公室設在民視。
2019年7月25日，政治評論家金恆煒說，許多民進黨人批評喜樂島聯盟「搞分裂」，但「一個政黨要大家或全民『團結』在其麾下，就是極權主義、專制主義的外現」，製造分裂的是蔡英文而非喜樂島聯盟。
2019年8月2日，大是文化舉辦新書《顛倒的民國：臺灣和中國都不提起的近現代史》發表會，民進黨秘書長羅文嘉說，現階段台灣推動正名修憲或制憲，恐會加劇台灣社會分裂，從而使台灣陷入內外交困的境地；他相信在2040到2050年間，台灣會自然產生一部全新的憲法。2019年8月13日，陳水扁不滿羅文嘉此言，要求羅文嘉道歉，獲得喜樂島聯盟與即將成立的一邊一國行動黨支持；羅文嘉回應，「大家目標相同，只是節奏掌握不同而已」。
2019年9月18日，台獨聯盟主席陳重光說，「拜託大家不要將喜樂島聯盟說是獨派或是台派」，「只有護台抗中，才是獨派台派」。
2019年12月30日，針對民進黨及其側翼小黨支持《反滲透法》、卻將喜樂島聯盟扣帽子稱「中共同路人」，喜樂島聯盟發言人張君瑜抨擊，「民進黨與其側翼組織已經習慣解決提出問題的人，而不解決問題本身」。

## 外部連結
- 喜樂島聯盟的Facebook專頁
- 喜樂島聯盟（页面存档备份，存于）
- YouTube上的喜樂島聯盟頻道